# マルコム・ドール
マルコム・ドール (Malcolm Dole、1903年3月4日-1990年11月29日) は、アメリカ合衆国の化学者である。大気中の酸素の原子量は海水中の酸素の原子量よりも重いことを示したドール効果やエレクトロスプレーイオン化、高分子化学、電気化学の研究等で知られる。

## ドール効果
ドール効果は、酸素の軽同位体16Oに対する重同位体18Oの比が大気と海水で異なることをいう。この効果は、1935年にドールにより報告された。これは、動物や植物の呼吸では16Oをとどめやすく、そのため18Oの相対的な濃度が大気中で高まるためである。

## エレクトロスプレー
エレクトロスプレーは、液体に高電圧をかけ、荷電液滴を含むエアロゾルを生成する技術である。ドールは1968年に初めて、質量分析にエレクトロスプレーイオン化を用いた。

## 著書
- Dole, Malcolm (1935). Principles of Experimental and Theoretical Electrochemistry. LCCN 35-14525
- Dole, Malcolm (1941). The Glass Electrode: Methods, Applications, and Theory. ASIN B0007DVA2W. LCCN 41-16574
- Dole, Malcolm (1954). Introduction to Statistical Thermodynamics. LCCN 54-9934
- Dole, Malcolm (1972). The Radiation Chemistry of Macromolecules. Boston: Academic Press. ISBN 0-12-219802-6
- Dole, Malcolm (1989). My Life in the Golden Age of America. New York: Vantage Press. ISBN 0-533-07995-0